# عکار (روستا)
 عکار  (در عربی:  عَکار )
نام روستایی است در دهستان عَمّار از توابع استان اِب در کشور یمن در شبه جزیره عربستان.

## جمعیت
جمعیت آن (۱۲۰ ) نفر (۱۷ خانوار) می‌باشد.